# Oscillum

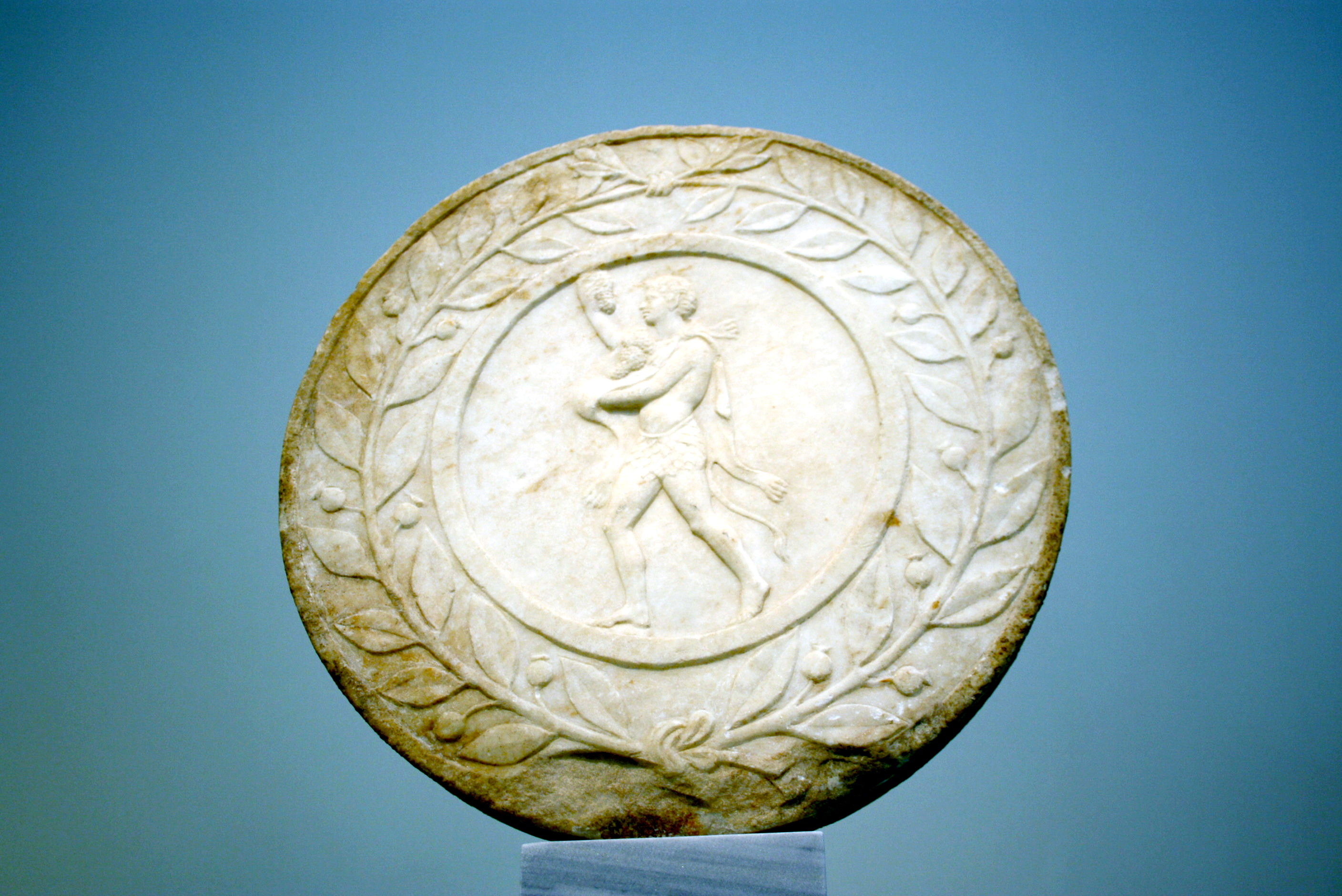
Oscillum de Atenas

Oscillum, en plural oscilla, es una palabra latina que se aplica a pequeñas figuras, sobre todo máscaras, que se colgaban como ofrenda a varias divinidades, en conexión con festivales y otras ceremonias. Se la considera un diminutivo de la palabra os ‘cara’, y por tanto significaría ‘carita’. Como los oscilla se movían por efecto del viento, oscillare pasó a significar ‘moverse por efecto del viento, oscilar’.
Se conservan muchas oscilla o máscaras que representan la cabeza de Dioniso o Baco. Se hacían de mármol y terracota, pero es probable que el material más habitual fuera la madera. También se colgaban, como los oscilla, pequeñas figuritas hechas de lana llamadas pilae. Unos se colgaban de árboles, y otros de los intercolumnios de los peristilos de las domus.

## Festivales
Los festivales en los que se colgaban oscilla eran:
(1) Las Sementivae Feriae, o fiestas de la siembra, y las Paganalia, festivales rurales de las divinidades tutelares de los campos; ambas eran en enero. En esta ocasión los oscilla se colgaban de los árboles, como la vid y el olivo, el roble y el pino, y portaban caras de Liber, Baco u otra divinidad  relacionada con el cultivo o la tierra (Virgilio, Geórgicas 2.382-396).
(2) Las Feriae Latinae, en las que tenían lugar unos juegos que incluían un concurso de balanceo. Festo afirma que estos cantos se llamaban  oscillatio porque los intérpretes llevaban máscaras que ocultaban su cara (os celare "ocultar el rostro") debido al pudor. 
(3) En las Compitalia, según Festo, se colgaban pilae y figuras de hombres y mujeres, hechas también de lana, en los cruces los de caminos en honor a los dioses Lares, tantas pilae como esclavos se poseía y tantas figuras como hijos se tenía, con el propósito de que los Lares preservaran su vida. Esto ha llevado a la conclusión, generalmente aceptada, de que la costumbre de colgar oscilla representa una práctica más antigua de sacrificio humano, y sin duda tiene relación con la práctica de la lustratio o purificación, esta vez por efecto del aire.